# 르네상스의 과학
이 문서는 르네상스 시대의 과학에 대하여 설명한다. 
중세에서도 기본적인 기술 면에서는 몇가지의 진보가 있었는데 이런 기술이 널리 활용되어 감에 따라 농업과 수공업이 발달하고 잉여 생산물이 생기게 되고, 운수 수단의 개선과 더불어 상업의 진보를 촉진하였다. 중세도 끝나려 할 무렵에는 팔기 위한 상품의 생산 증대, 시장의 번영, 그리고 도시의 발달이 현저해졌다. 이들 여러 도시는 경제적으로, 이윽고 정치적으로도 독립하여 중세의 사회 체제인 위계적 봉건 제도를 무너뜨리기 시작했다. 몰락 단계에 있던 봉건 기사(騎士)계급의 대신이 되고자 하는 신흥 자치 도시민은 새로운 정치형태인 절대군주제(絶對君主制)를 만들어 내었고, 이의 확립과 민족국가의 대두는 결국 중세 사회의 전구조의 종말을 가져왔다. "경제는 자본주의적으로, 문학·예술은 고전적으로" 옮겨져 가는 것은 중세라는 과거에 대한 의식적인 절연이었다. 이는 당연히 세계관의 번혁도 가져온다. 중세적인 세계관은 신학과 자연철학의 긴밀한 결합 위에 성립하고 있었다. 사회의 체제 변혁의 물결이 중세사회의 커다란 권력의 일환이었던 교회를 자극하여 종교개혁의 바람이 일기 시작하였는데, 독일에서 민족적인 기초를 가지고 있는 종교의 독립이 주창된 단계로부터 농민전쟁(1525-1526), 뮌스터의 폭동(1533)을 거쳐 마침내 네덜란드, 영국, 프랑스로 확대되어 가는 형태에서는, 보다 과격한 칼뱅주의로 되어서 가톨릭 교회의 지배 전체의 거부로까지 진전했다. 크리스트교 신학의 세계관이 이리하여 타격을 입는 한편에서, 우선 자연철학에 대결하는 것으로서 새로운 과학이 탄생하였다. 이는 르네상스의 예술과 기술의 추구 속에서 수단과 자극을 준비하게 되고, 종교상의 논쟁에 의하여 스스로 생각하는 사람들 ― 진리를 갈구하는 근대정신을 준비하게 되었다. 

## 기술의 진보
봉건제도를 타파하는 데 있어 힘이 되었던 것 중의 하나는 포술과 화약이었지만, 이를 대신할 새로운 지배는 부(富)에 보증되지 않으면 안되었고, 그런 면에서도 금속의 수요(需要)는 증대하였다. 채광, 야금, 정련, 금속가공 등의 기술은 급격히 발달하고, 화약의 제조, 알코올의 증류와 더불어 화학의 기초를 만드는 데 쓰였다. 그러나 르네상스기에 있어 최대의 진보를 보인 이들 분야보다도 가일층의 위세로 등장한 것은 항해술이었다. '항해의 시대'의 개막이 상업의 형태를 바꾸고, 도시와 국가의 번영을 좌우하였고(독일, 이탈리아의 쇠퇴와 포르투갈, 에스파냐, 그리고 영국과 네덜란드의 흉륭), 또한 신세계인 아메리카대륙의 발견도 유도하였다. 이는 천문학·지리학(항해술), 또는 역학(조선술, 기계술)과 같은 기성과학의 실용화이며 영광이었다. 점성술로부터 항해술로의 천문학적 대전환에 대표되는 과학과 기술의 밀접화는, 한편에서는 과학의 사회적 수요를 낳았고 또 새로운 기구(器具)나 지도의 제작자 같은 지식적인 새로운 형태의 직업 계층도 낳았다. 다른 한편으로는 생산기술의 진보에 따라 종래의 직인(職人)의 일에도 분화와 협업화가 나타나, 축적되는 기술적인 지식은 증대하고, 그 조직화·체계화가 요구되었다. 이리하여 직인층 가운데서부터 학문에 접근하는 사람들(기술자)이 파생되고 새로운 과학의 형성에 참여하게 되었다.

## 동역학의 형성

### 스테빈의 사슬
고대의 정역학에는 아르키메데스적인 '기하학적 방법'과 소요학파에 의한 속도의 원리(假想變位의 원리에까지 근대화된다)가 있으며, 이것들이 그 후의 정역학의 발전을 제약하였다. 중세의 정역학은 아르키메데스의 저술이 거의 보급되지 못하였고, 소요학파의 사상의 계승이라고 하는 성격을 지녔다. 이는 잘 알려진 추론(錘論)의 저자(著者)로 불리는 학자들(특히 요르다누스 네모라류스(13세기)가 저명하다)의 작품 속에서 주로 전개되었다. 이러한 정역학의 사상은 르네상스기에 이르러서 레오나르도 다 빈치, 우발루디(1545-1607) 등에 의하여 재흥 발전하였다. 이들의 주제는 '지렛대의 원리'의 해명에 있었으나, 16세기에 이르러 힘의 합성에 관한 잘 알려진 '평행 4변형법'을 처음으로 해명할 수 있게 된 사람이 나타났다. 이것이야말로 네덜란드의 시몬 스테빈(1548-1620)이었다. 그는 직각 삼각 기둥을 취하여, 그 밑면을 수평으로, 그 측면에서 빗면이 되도록 하고 크기 및 무게를 똑같이 유지하는 구(球)를 연주(連珠)로 하여 등거리(等距離)로 꿰뚫은 줄의 폐쇄된 '사슬'을 이 삼각기둥에 걸었다고 상상하고, 영구운동의 불가능성에 근거해 빗면(斜面)에서의 물체의 균형조건을 도출하고, 또 이 이론에 따라서 세 개의 힘 사이의 균형을 논하여 '힘의 평행사변형법'을 수립하였다(1586). 이 법은 후에 뉴턴 등에 의하여 동역학으로까지 확장되었다.

### 차의 법칙
아리스토텔레스 역학에 의하면, 움직이고 있는 물체는 모두 무언가에 의하여서 움직여지고 있다. 이 운동의 원천은, 자연 운동에서는 움직이고 있는 물체 그 자체에 내재(內在)하고, 강제 운동에서는 그것 이외의 무엇인가에 있다. 여하튼 당해 원천과 운동물체와의 직접적 접촉이 운동의 지속을 성립시키는 요인이라고 한다. 이와 같은 가정하에 아리스토텔레스는 속도비례법칙을 전개했다. 이 법칙은 간단히 수식화할 때 다음과 같이 된다. 자연운동에 대하여서는 V-M／D 강제운동에 대하여서는 V-F／M(Ｖ는 속도, Ｍ은 운동물체의 무거움 또는 가벼움, Ｄ는 운동물체가 통과하는 물질적 매질의 밀도, F는 움직이게 하는 힘, -은 비례). 이 법칙에 의하면 Ｄ＝0로 속도는 무한대로 되고, 운동이 불가능으로 되어서 진공의 존재가 부정된다. 즉 매질의 존재는 단순히 운동에 대한 저항으로서 작용할 뿐만 아니라, 운동의 성립이라고 하는 본질적인 역할을 다하게 된다. 고대에도 진공의 실재를 주장했던 사람 속에 원자론자라든가 알렉산드리아의 기계학자가 있었는데, 중세에 이르러서는 아리스토텔레스 역학의 비판을 거쳐서 적극적으로 독자적 운동론을 제창한 사람으로서 신플라톤 학파의 크리스트교도인 필로포누스(6세기)가 있었다. 그는 진공 내의 운동이 가능하다고 하여 비례법칙을 배제하고 차(差)의 법칙 Ｖ-M－D를 제창하였다. 여기에서 매질(媒質)은 단순히 운동의 지체를 일으키는 우성적(偶性的)인 것(본성적이 아님)이었음에 지나지 않았다. 이 운동론이 서유럽 스콜라 학자들에게 대해 미친 직접적인 영향은 가능성에서 매우 부족하지만, 12세기에 이르러서 에스파냐의 이슬람교도 학자 아벤파케(11세기 말경-1138)를 부활시킨 바 있다. 아벤파케설은 아베로에스의 아리스토텔레스 자연학 주석서에서의 반박적 인용을 통하여 서유럽 스콜라학자들에게 전해졌으며, 찬반의 논쟁을 불러일으켰다.

### 구동력의 동역학
강제운동, 그 전형(典型)으로서의 투사체(投射體)운동은 아리스토텔레스 역학에 많은 어려움을 제시하였다. 비례법칙에 의하면, F＝0로 속도는 소멸하지 않을 수 없는 데도 불구하고, 사실은 투사기(投射器)에서부터 분리된 뒤에도 아직 물체 운동은 계속되기 때문이다. 아리스토텔레스는 이 운동 지속 원인인 F의 소재를 매질에서 찾았다. 발동자(發動者)가 매질에게, 그에 근접하는 부분으로부터 순차로 먼쪽에까지 동력을 집어 넣고, 이 매질의 동력이야말로 강제운동의 요인이라고 말하였다. 이 매질동력론에 반대하여, 형태를 볼 수 없는 동력은 물체 그 자체에 집어 넣어진다(색유리를 통과한 태양 광선이 물체 위에 그 유리의 빛깔을 주듯이)고 말한 사람이 필로포누스였다. 이 학설은 아라비아계 학자들에게 받아들여져서, 아비케나를 중심으로 한 그 후계자의 소론(所論)에서 필로포누스의 영향을 보게 된다. 그런데 이와 같은 구동력론(驅動力論)은 서유럽에 수입되어서 이탈리아의 프랑키스쿠스 데 마르키아(14세기 초)의 '뒤에 남겨진 힘(自己消減性)'이 되고, 파리의 장 뷔리당에 있어서의 '임페투스'(驅動力)가 된다. 전자가 상당히 소극적인 데 반(反)하여 후자는 적극적이며, 구동력은 자연적으로는 소멸되지 않는 영속적 항상성(恒常性)을 지녀, 그 효과상에서 속도와 물질의 양에 비례하는 것으로서 측정된다고 한다. 무게가 낙체(落體) 내에 구동력을 추가 축적한다고 하여 자연 낙하의 가속성을 설명한다. 이러한 구동력의 역학은 르네상스기에 코페르니쿠스, 다 빈치, 타르탈리아(1500-1557), 베네데티(1530-1590) 등 많은 지지자를 얻었다. 타르탈리아는 포환(砲丸)의 탄도론(彈道論)에서 이를 원용(援用)하였고, 베네데티에서는 '차(差)의 법칙', '구동력 역학'에 추가하여 운동의 상호 독립성이란 소론(所論)이 있고, 갈릴레오 갈릴레이에게 직접적 영향을 준 바가 있었다고 전한다.

## 연금술의 극복
13세기 이래의 연금술의 사상은 아리스토텔레스의 물질변환론(變換論)과 크리스트교가 결부된 스콜라 사상이었다. 그런데 16세기 네덜란드의 화가 브뤼겔(1525-1569)이 그린 '연금술사의 작업장'을 보면 알 수 있듯이, 거기에는 수도사인 연금술사 외에, 그 명령하에 검정 투성이가 되어서 가난하게 살아가고 있는 연금술 직인이 있었다. 이 직인이야말로 실은 용광로라든가 풀무라든가 화력조절관계라든가 물질에 관한 지식을 풍부하게 지니고 있는 야금 직인(冶金職人)이며, 작업장에 널려 있는 화학 기구(器具)를 만들어왔던 경험자였다. 즉 1000년 이상에 걸치는 금만들기의 노력 속에서, 직인들은 쉬지 않고 지식이라든가 여러 가지 화학기구 또는 경험을 쌓아 올리고 있었다. 연금술의 극복은 우선 이와 같은 무수한 경험을 모으는 것에서부터 시작되었다. 
파라켈수스는 아리스토텔레스의 4원소설에 반대하며, 3원질(수은·황·소금)을 물질의 구성 원소라고 생각하였다. 그리고 연금술의 목적을 의약의 조제로 돌리고, '금만들기'의 부질없는 노력을 중지함으로써, 화학이 걸어나아갈 길을 바꾸어 놓았다. 이 파를 의료화학파(이아트로케미스트)라고 한다. 예를 들면, 독일의 의사 리바비우스(154？-1616)는 최초의 화학 교과서 1597년에 ⟪알케미아⟫를 출판하였는데, 그는 연금술(알케미)을 오늘날의 '화학(케미)'과 동일한 것으로 생각하고, 당시의 연금술, 약물, 금속 기타 분야에 흩어져 있었던 문헌을 하나로 통합하였다. 그는 연금술을 두 개의 부분, 즉 화학물질의 제조법과 화학물질의 결합으로 나누었다. 이리하여 연금술은 근대화학에로 그 방향을 바꾸게 되었다. 
17세기 전반, 연금술은 의약뿐만이 아니라, 산업 진흥을 위해서도 쓰였다. 독일의 화학공업가 글라우버(1604-1670)는 연금술의 원리를 야금을 비롯하여 초석(礎石)·산(酸)·염기·소금의 제조에도 응용하였다. 또 동시대의 의사 반 헬모트는 아리스토텔레스의 4원소설을 물리치고, 실험의 결과 변환될 수 있는 원소는 물뿐이라고 결론지었다. 그는 이아트로케미스트파인데도 불구하고 파라셀수스의 3원질마저 강조하려고 하지 않았다. 이 자세는 원소 변환이라는 연금술적인 낡은 생각에 사로잡혀 있는 것이면서도, 또한 근대화학에 한걸음 다가선 것이라 하겠다. 이와 같이 하여 각양 각색의 경험 위에 서서, 서서히 변화를 보여온 아리스토텔레스의 물질변화론도, 이제는 이에 갈음할 새로운 이론과 사상이 필요하였다. 그것이 17세기 후반에 제출된 보일의 원자론(입자론)이다. 이에 의하여 연금술이 극복되고, 근대화학의 새벽이 시작되었다.

## 참고 문헌
- 이 문서에는 다음커뮤니케이션(현 카카오)에서 GFDL 또는 CC-SA 라이선스로 배포한 글로벌 세계대백과사전의 내용을 기초로 작성된 글이 포함되어 있습니다.